# Grace Kelly (musiker)
Grace Kelly, född Grace Chung 15 maj 1992 i Wellesley, Massachusetts, är en amerikansk jazzsaxofonist och -sångerska.  
Grace Kelly började tidigt spela piano och senare klarinett och saxofon vid tio års ålder. Hon skivdebuterade med Dreaming i mars 2004. Hon har studerat för Lee Konitz och studerar nu  vid Berklee College of Music i Boston i Massachusetts, USA.
Grace Kelly var en av artisterna som medverkade under Stockholm Jazz Festival i juni 2010.

## Diskografi
- 2004 – Dreaming
- 2005 – Times Too
- 2006 – Every Road I Walked
- 2008 – GRACEfulLEE
- 2008 – Mood Changes
- 2011 – Man With the Hat